# جلبک دریایی خوراکی

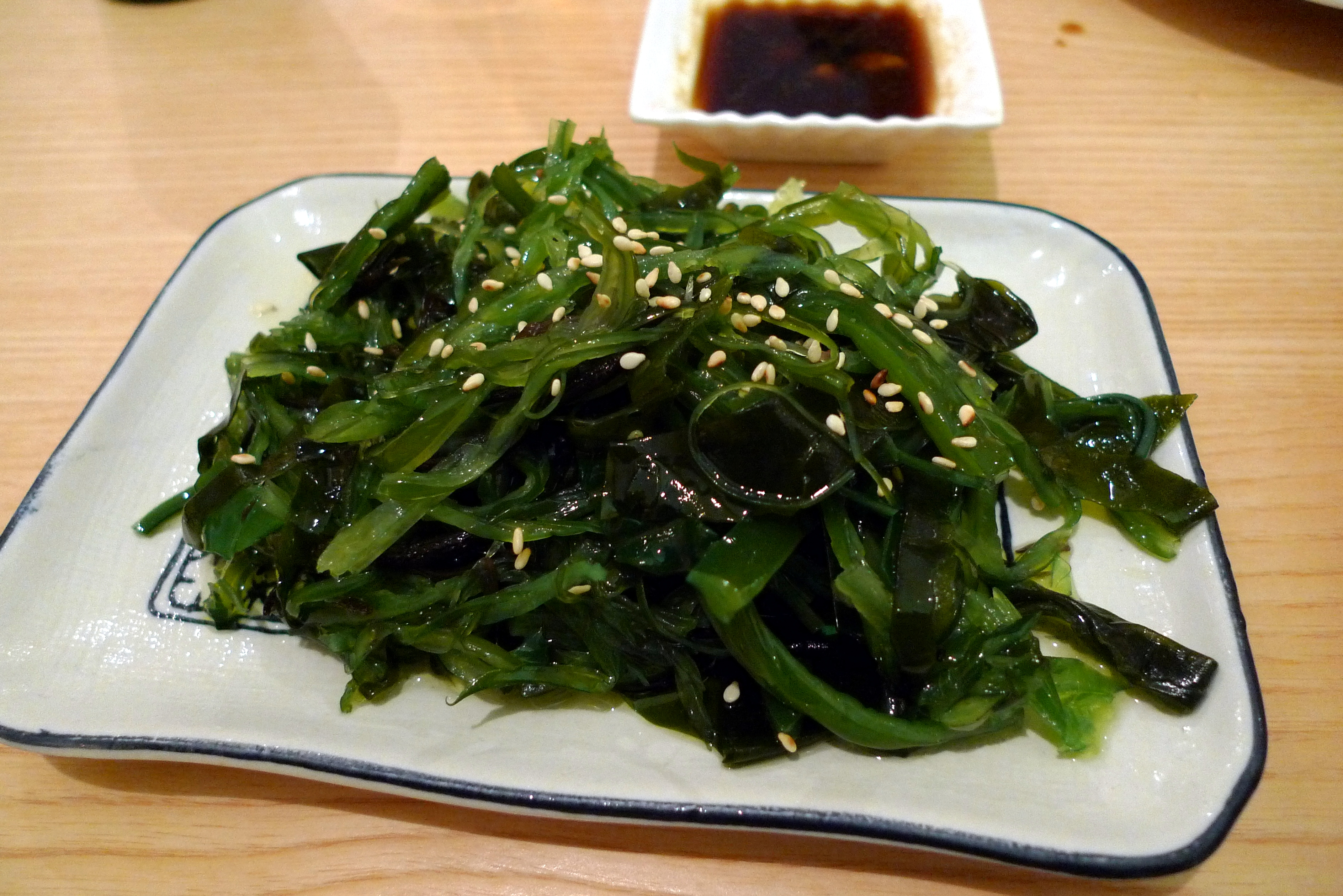
یک ظرف ترشی جلبک دریایی

جلبک‌های دریایی خوراکی یا سبزیجات دریایی، جلبک‌های دریایی هستند که می‌توان آن‌ها را خورد و در آشپزی استفاده کرد. این جلبک‌ها معمولاً حاوی مقادیر زیادی فیبر خوراکی هستند و به یکی از گروه‌های جلبک‌های چندسلولی تعلق دارند: جلبک‌های قرمز، جلبک‌های سبز و جلبک‌های قهوه‌ای.
جلبک دریایی همچنین برای استخراج پلی‌ساکاریدها مانند آلژینات، آگار و کاراگینان، مواد ژلاتینی که در مجموع، با عنوان هیدروکلوئیدها یا فیکوکلوئیدها برداشت یا کشت می‌شوند، هیدروکلوئیدها به ویژه در تولید مواد غذایی به عنوان افزودنی‌های غذایی اهمیت تجاری پیدا کرده‌اند. در صنایع غذایی از ویژگی‌هایی چون ژل‌شدن، حفظ آب، امولسیون کنندگی و سایر ویژگی‌های فیزیکی این هیدروکلوئیدها استفاده می‌کنند.
بیشتر جلبک‌های خوراکی، جلبک‌های دریا و آب شور هستند. این موضوع در حالی است که بیشتر جلبک‌های آب شیرین، سمی هستند. برخی از جلبک‌های دریایی حاوی اسیدهایی هستند که دستگاه گوارش انسان را تحریک و فعال می‌کنند و برخی دیگر، می‌توانند اثر ملین و متعادل‌کنندهٔ الکترولیت‌ها در بدن انسان داشته باشند. بیشتر جلبک‌های بزرگ دریایی در مقادیر معمول غیر سمی هستند، اما اعضای سردهٔ لینگ‌بیا (Lyngbya) به‌طور بالقوه کُشنده هستند. معمولاً مسمومیت ناشی از خوردن ماهی‌های دریایی، به‌علت تغذیه و مصرف جلبک‌های سمی توسط ماهی است. به این مسمومیت، سیگواترا می‌گویند. استفاده از جلبک Lyngbya majuscula همچنین می‌تواند باعث درماتیت جلبک دریایی شود. برخی از گونه‌های Desmarestia بسیار اسیدی هستند و دارای واکوئل‌های اسید سولفوریک هستند که می‌تواند باعث مشکلات شدید گوارشی شود.
غذایی که اغلب در رستوران‌های چینی در جهان غرب، به‌عنوان جلبک دریایی ترد سرو می‌شود، جلبک دریایی نیست، بلکه کلم است که خشک شده و سپس، سرخ شده است.

## کاربرد جهانی

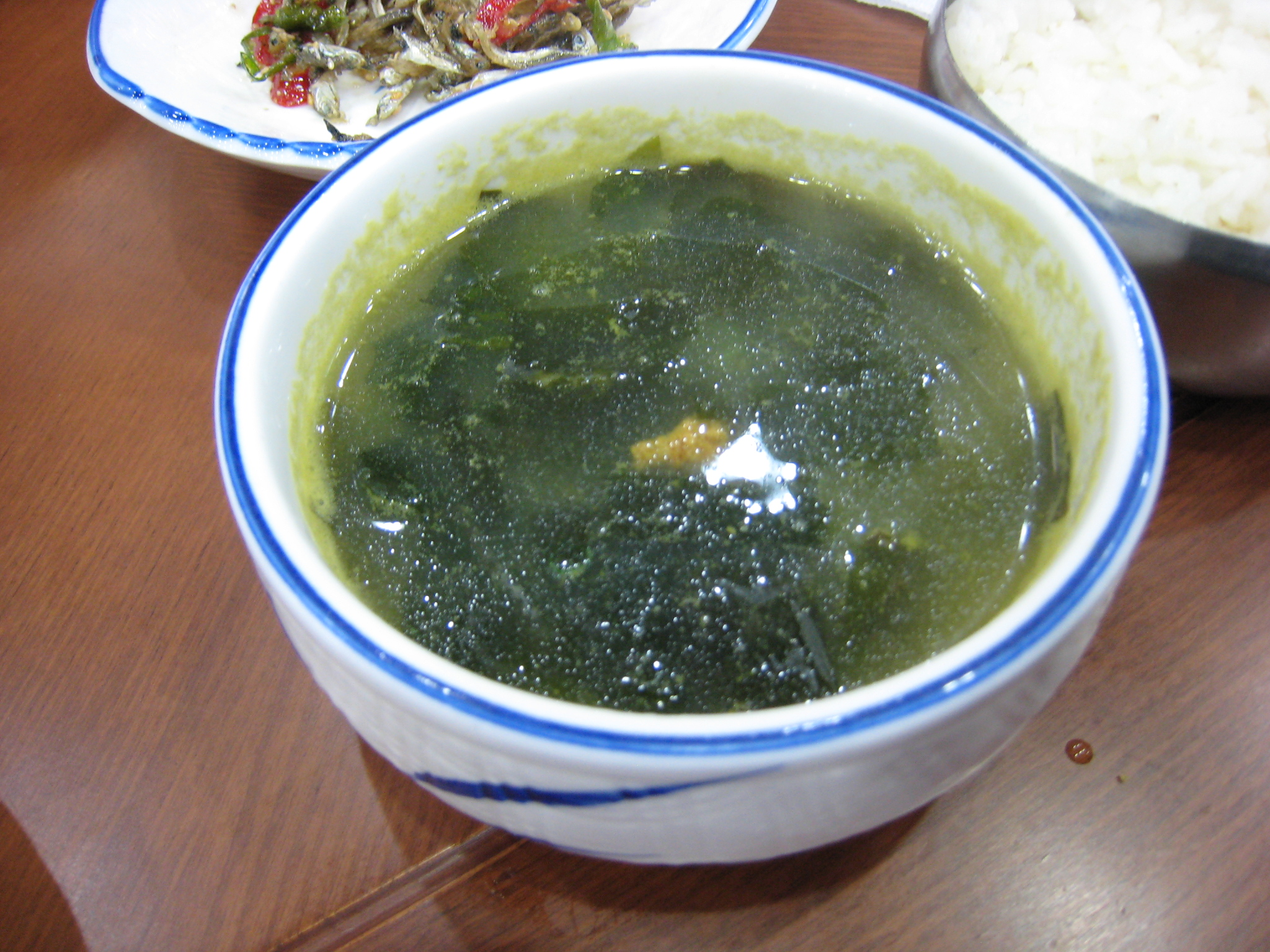
سوپ کُره ای تهیه شده با جلبک دریایی

جلبک دریایی به‌طور گسترده به‌عنوان غذا در غذاهای دریایی و ساحلی، در سراسر جهان استفاده می‌شود. جلبک دریایی از دوران پیشاتاریخ، بخشی از رژیم غذایی در چین، ژاپن و کره بوده‌است. جلبک‌های دریایی همچنین از گذشته در بسیاری از جوامع سنتی اروپایی، در ایسلند و نروژ غربی، سواحل اقیانوس اطلس، فرانسه، شمال و غرب ایرلند، ولز و برخی از مناطق ساحلی جنوب غربی انگلستان، نیوبرانزویک، نوا اسکوشیا، نیوفاندلند و لابرادور مورد استفاده بوده‌اند و مردم مائوری نیوزیلند به‌طور سنتی از چند گونه جلبک دریایی قرمز و سبز استفاده می‌کرده‌اند. بومیان استرالیا نیز از گونه‌های مختلفی از جلبک‌های دریایی، تغذیه می‌کرده‌اند.

## تغذیه و موارد مصرف

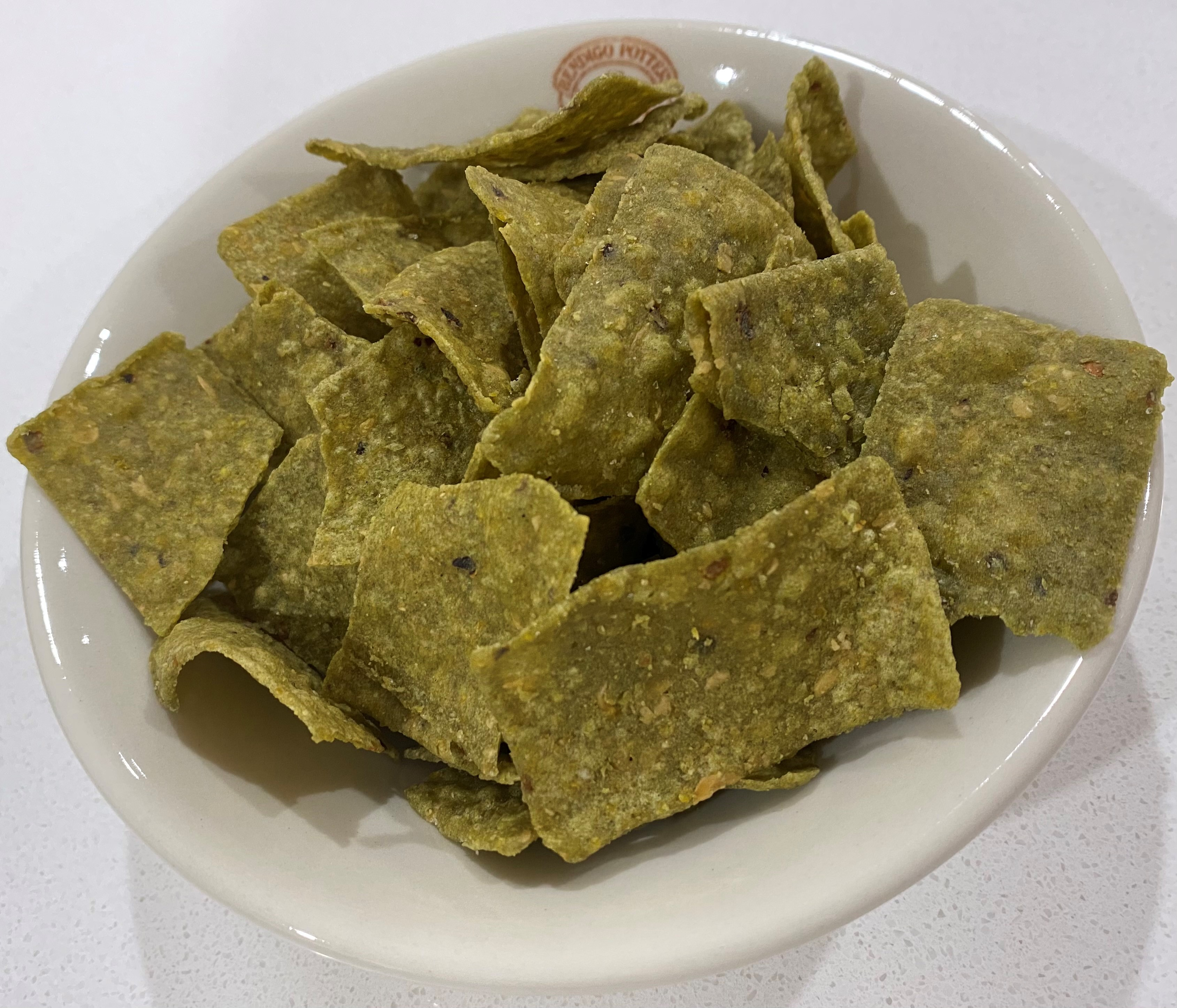
چیپس ذرت طعم‌دار و رنگ شده با جلبک سبز کاهوی دریایی (Ulva spp)، که در استرالیا پرورش یافته‌است.

جلبک دریایی منبع خوبی از مواد مغذی مانند پروتئین‌ها، ویتامین‌ها، مواد معدنی و فیبر خوراکی است. پلی فنل‌ها، پلی‌ساکاریدها و استرول‌ها و همچنین سایر مولکول‌های فعال زیستی، عمدتاً مسئول ویژگی‌های مفید جلبک‌های دریایی هستند. جلبک‌های دریایی، در مقایسه با گیاهان خشکی‌زی، نسبت بیشتری از اسیدهای چرب ضروری از جمله اسیدهای چرب ایکوزاپنتانوییک اسید (EPA) و دوکوزاهگزانوئیک اسید (DHA) دارند.
یک مطالعه در سال ۲۰۱۴ به گونه‌های خاصی از جلبک دریایی اشاره کرد که منبع گیاهی سرشار از ترکیب زیست‌فعال ویتامین ب۱۲ است. این مطالعه نشان داد که ب۱۲ هم در جلبک دریایی خام و هم برشته‌شده یافت می‌شود که دومی حاوی حدود نیمی از این ترکیب است اما همین مقدار نیز برای مصرف روزانه کافیست. مصرف تنها ۴ گرم جلبک Purple laver خشک شده، برای برآورده کردن مقدار مواد مغذی مورد نیاز روزانه، کافی در نظر گرفته‌می‌شود.
جلبک‌های دریایی غنی از پلی‌ساکاریدهایی هستند که به‌طور بالقوه می‌توانند به عنوان ترکیبات عملکردی پری‌بیوتیک برای کاربردهای مرتبط با سلامت انسان و حیوانات مورد استفاده قرار گیرند. پری‌بیوتیک‌ها، ترکیبات غیرقابل هضم و تخمیرشده انتخابی هستند که رشد و/یا فعالیت میکروبیوتای مفید روده را تحریک می‌کنند که به نوبه خود فواید سلامتی را برای میزبان به همراه دارد. علاوه بر این، چندین متابولیت ثانویه مانند ترپنوئیدها، اکسی لیپین‌ها، فلوروتانین‌ها، هیدروکربن‌های فرار و محصولات با منشأ بیوژنتیکی مخلوط ساخته‌می‌شوند؛ بنابراین، جلبک‌ها را می‌توان به‌عنوان یک منبع طبیعی تغذیه‌ای، بسیار مورد توجه قرار داد، زیرا حاوی ترکیباتی با فعالیت‌های زیستی متعدد بوده و می‌توانند به‌عنوان یک عنصر کاربردی در بسیاری از فناوری‌ها، مثلاً برای به‌دست آوردن غذاهای فراسودمند مورد استفاده قرار گیرند. پلی‌ساکاریدهای موجود در جلبک‌های دریایی، ممکن است توسط آنزیم‌های باکتری‌های طبیعی روده در انسان متابولیزه شوند. میزان این آنزیم‌ها، به‌دلیل مصرف بالای جلبک‌های دریایی، در مردم ژاپن، بالاتر است.
خزه ایرلندی یک جلبک قرمز است که به همراه کاپافیکوس و گیگارتینوئید، در تولید افزودنی‌های غذایی مختلف، استفاده‌می‌شود.
برخی از جلبک‌های دریایی خوراکی به‌عنوان یک خوراک‌دارو با خواص ضدالتهاب، ضد حساسیت، ضد جهش، ضد تومور، ضد دیابت، آنتی‌اکسیدان، ضد فشار خون بالا و محافظت‌کنندهٔ دستگاه عصبی شناخته‌می‌شوند.. جلبک‌های قرمز خوراکی مانند Palmaria palmata , (Dulse), Porphyra tenera (Nori) و Eisenia bicyclis به عنوان منبع مناسبی از " پروتئین جایگزین، مواد معدنی و در نهایت، فیبر خوراکی " به‌شمار می‌آیند.
تغذیه گاوها با جلبک دریایی Asparagopsis taxiformis می‌تواند انتشار متان آن‌ها را کاهش دهد.

### شرق آسیا
در برخی از کشورهای آسیایی، برگه‌های خشک‌شدهٔ جلبک قرمز پورفیرا در سوپ‌ها یا برای تهیه و پیچیدن سوشی یا اونی‌گیری استفاده‌می‌شود.
آشپزی ژاپنی دارای هفت نوع جلبک دریایی است که هر یک از آن‌ها دارای نام عامیانهٔ مختص خود هستند.
آگار، احتمالاً برای نخستین بار در ژاپن کشف شد، این ماده همچنین به‌طور گسترده‌ای به عنوان جایگزینی برای ژلاتین استفاده‌می‌شود.

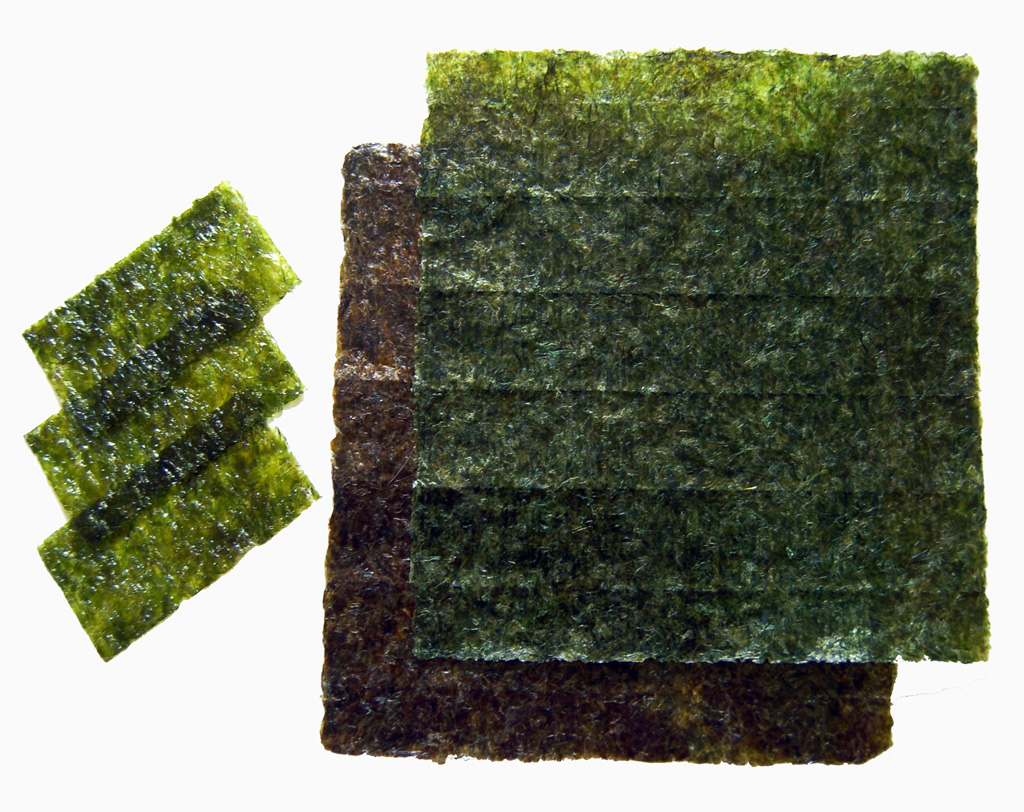
از ورقه‌های بو داده نوری برای پیچیدن سوشی استفاده می‌شود
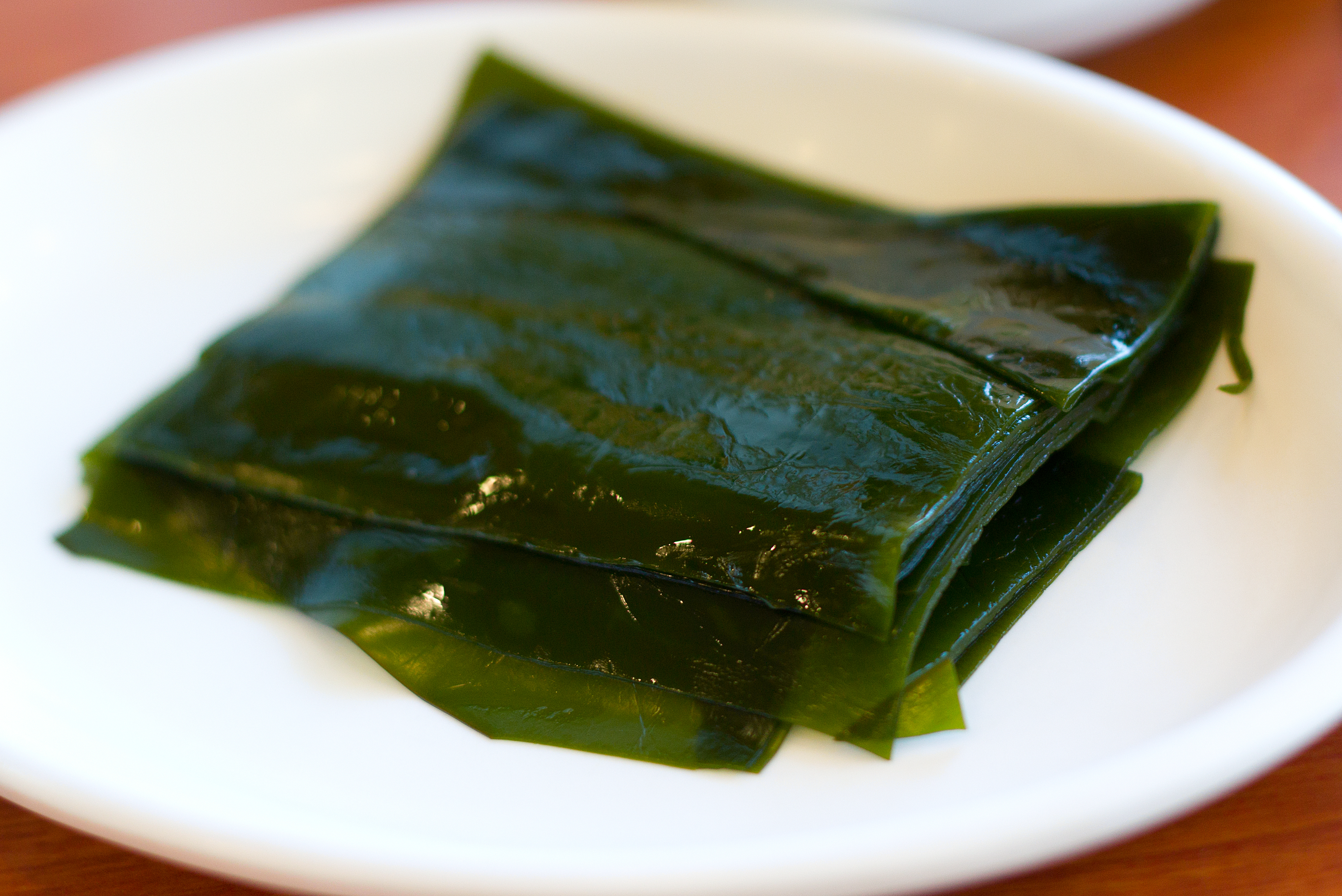
داسیما (کلپ)
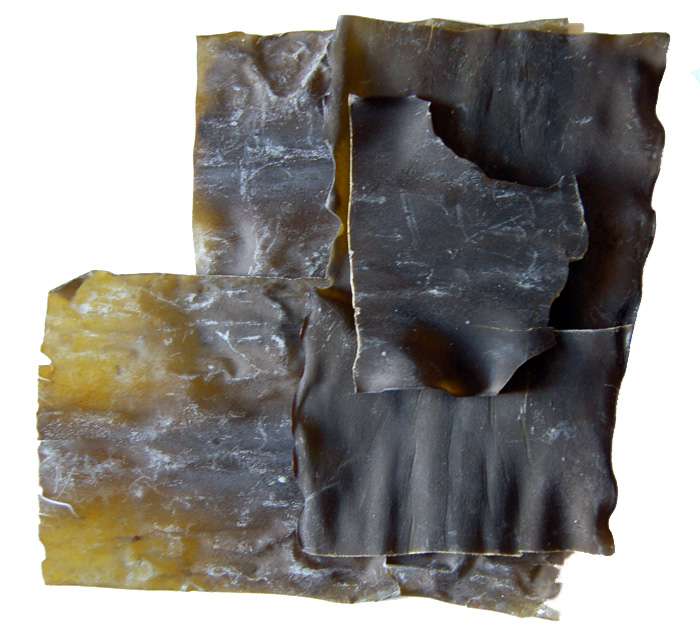
کونبو
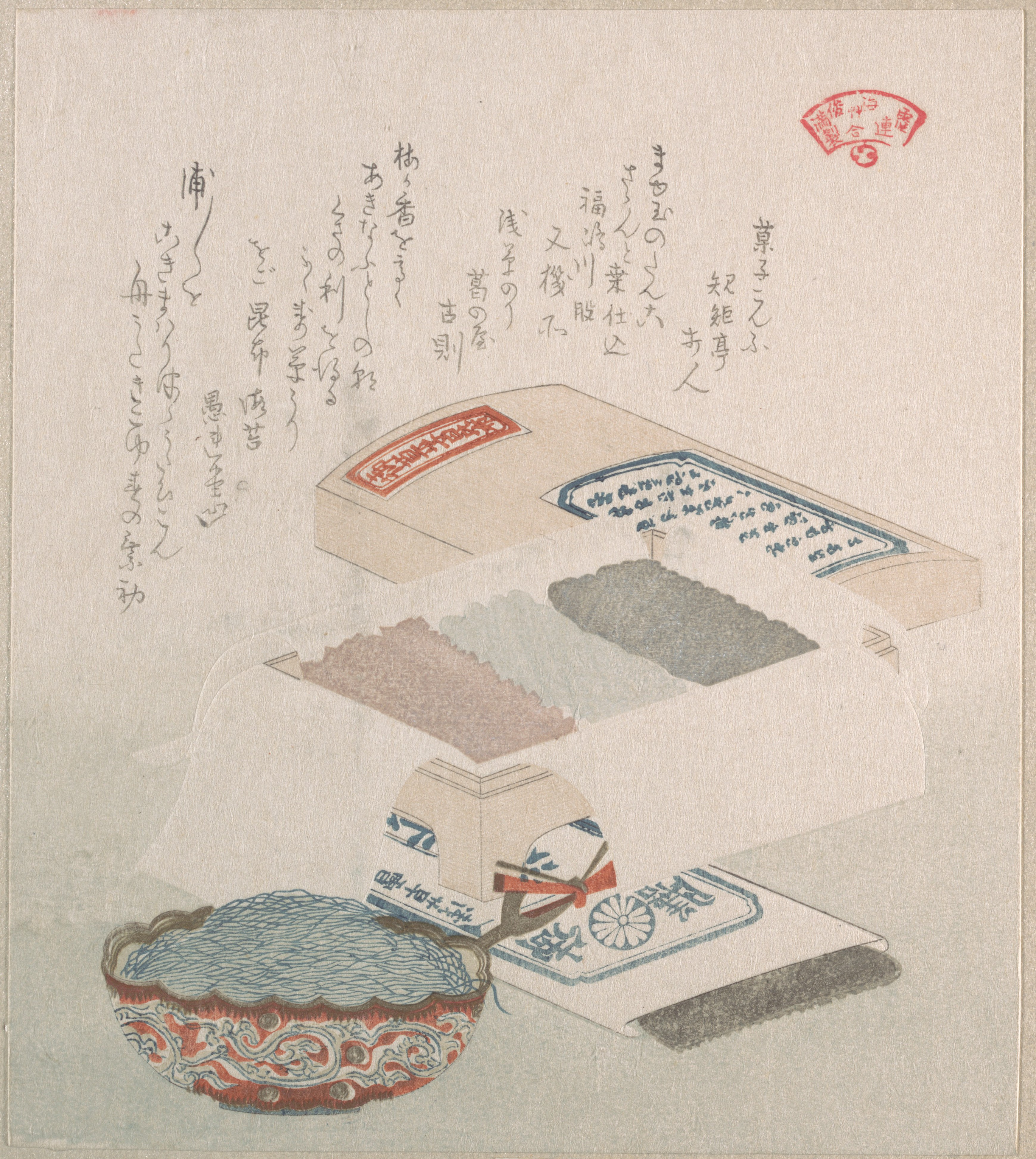
کیک و غذای تهیه شده از جلبک دریایی توسط کوبو شونمن، قرن ۱۹
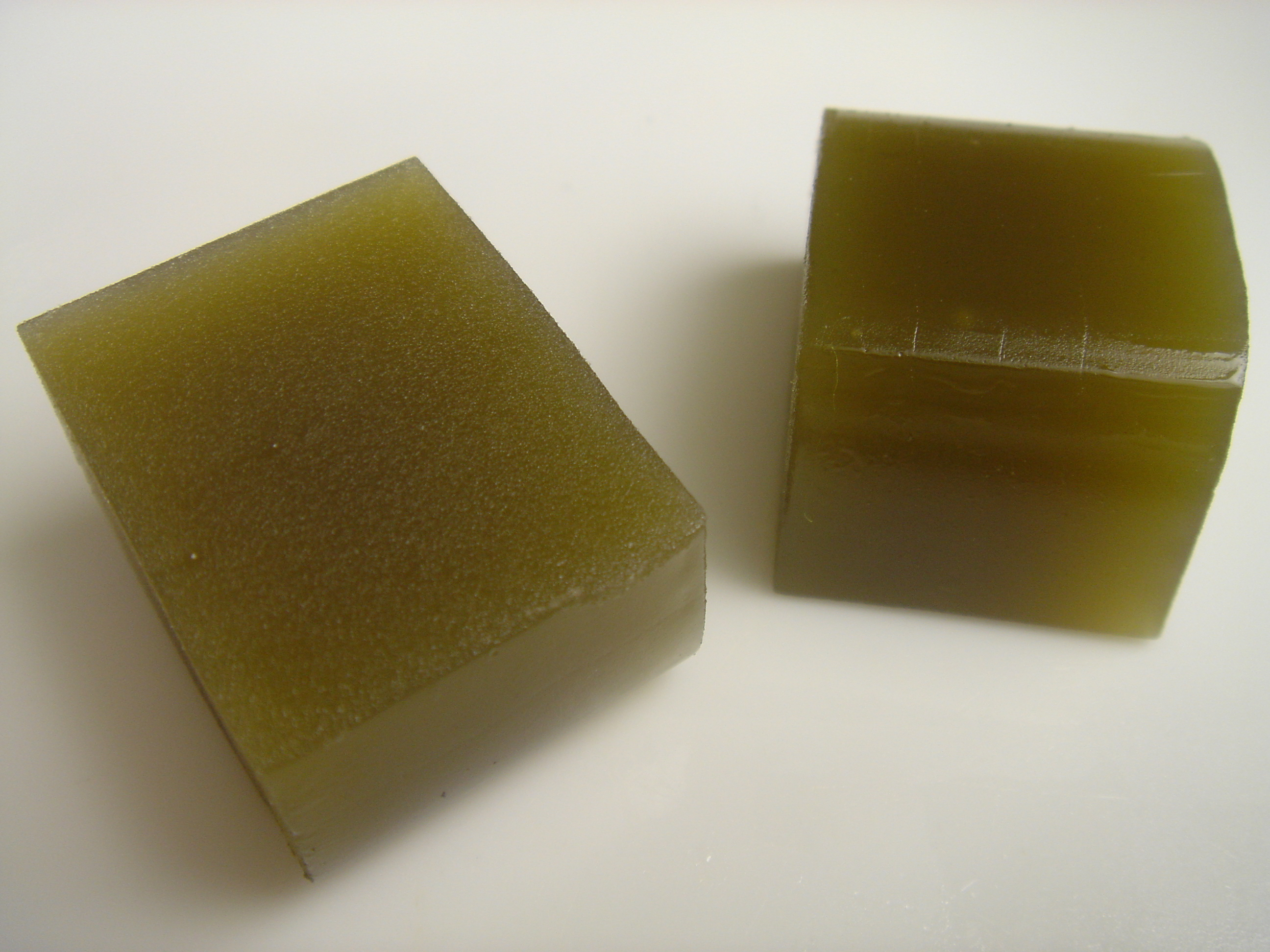
شیرینی یوکان با طعم چای سبز و آنکو (خوراکی) که از آگار تهیه می‌شود.
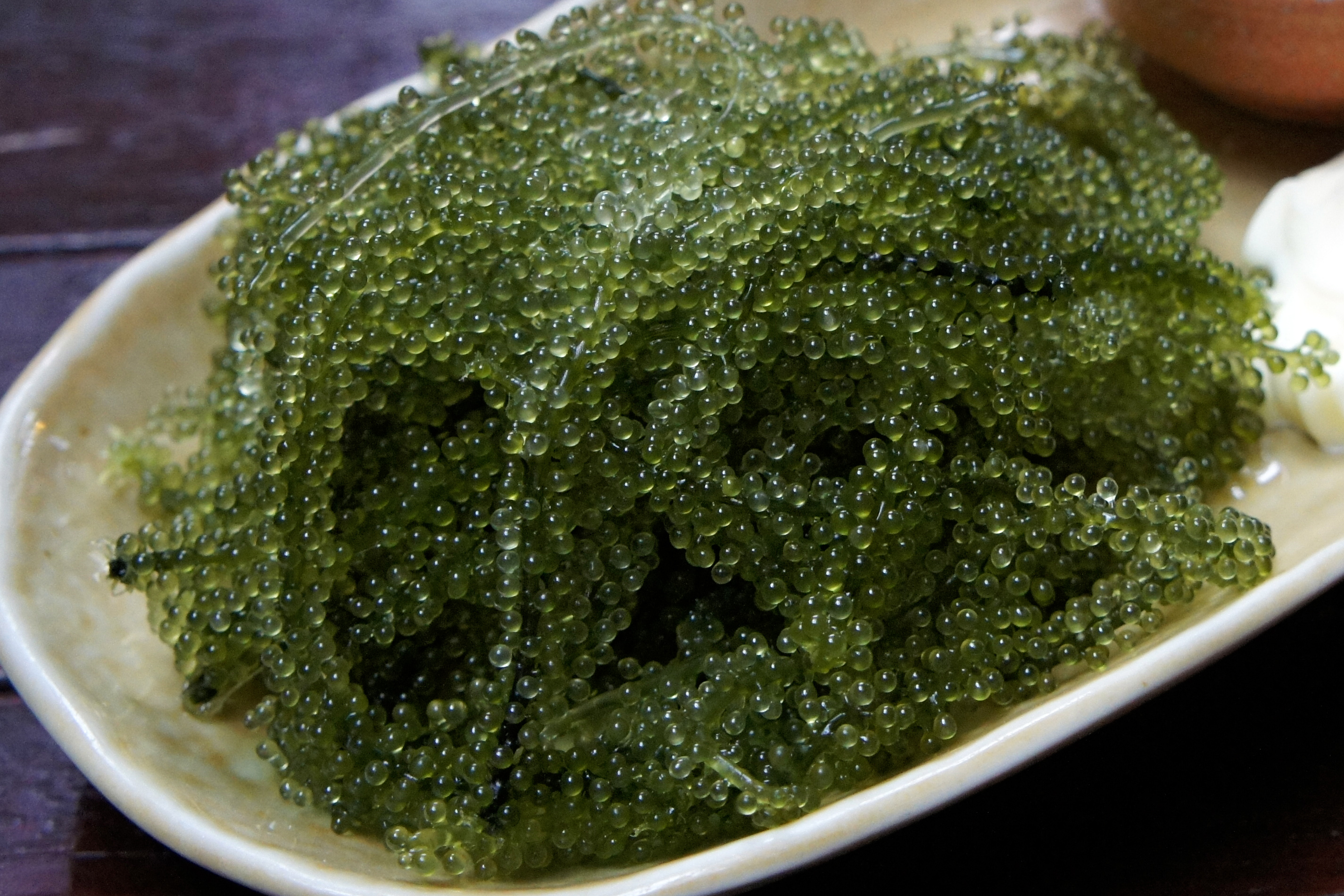
انگور دریایی ، یک جلبک دریایی خوراکی استوایی است که در ژاپن خورده می‌شود، که ممکن از منشا آن، فیلیپین وارد شده یا در استان اوکیناوا کشت شود.

### جنوب شرق آسیا
انگورهای دریایی (Caulerpa lentillifera و Caulerpa racemosa) و Gusô (Eucheuma spp.) به‌طور سنتی در غذاهای جنوب شرق آسیا (و همچنین در اقیانوسیه و مناطق گرم‌تر آسیای شرقی) خورده‌می‌شوند. این جلبک دریایی خوراکی آب گرم، نخستین بار به صورت تجاری در فیلیپین کشت شد. در شمال فیلیپین، جلبک دریایی قرمز آبی سرد Pyropia vietnamensis نیز به‌طور سنتی از طبیعت برداشت می‌شود و به ورقه‌های نوری‌مانند سیاه‌رنگی به‌نام گامت، در پخت و پز استفاده‌می‌شود.

در فیلیپین، یک ماده سنتی به‌نام گولامان از کاراگینان استخراج‌شده از جلبک دریایی خوراکی در صنعت پیشگام پرورش جلبک دریایی استوایی در این کشور تهیه می‌شود. این ماده همچنین به‌عنوان جایگزینی برای ژلاتین استفاده می‌شود و در تهیهٔ انواع دسرهای سنتی نیز کاربرد فراوانی دارد. کاراگینان به‌عنوان جایگزین ژلاتین به سایر مناطق جنوب شرق آسیا نیز گسترش یافته‌است.

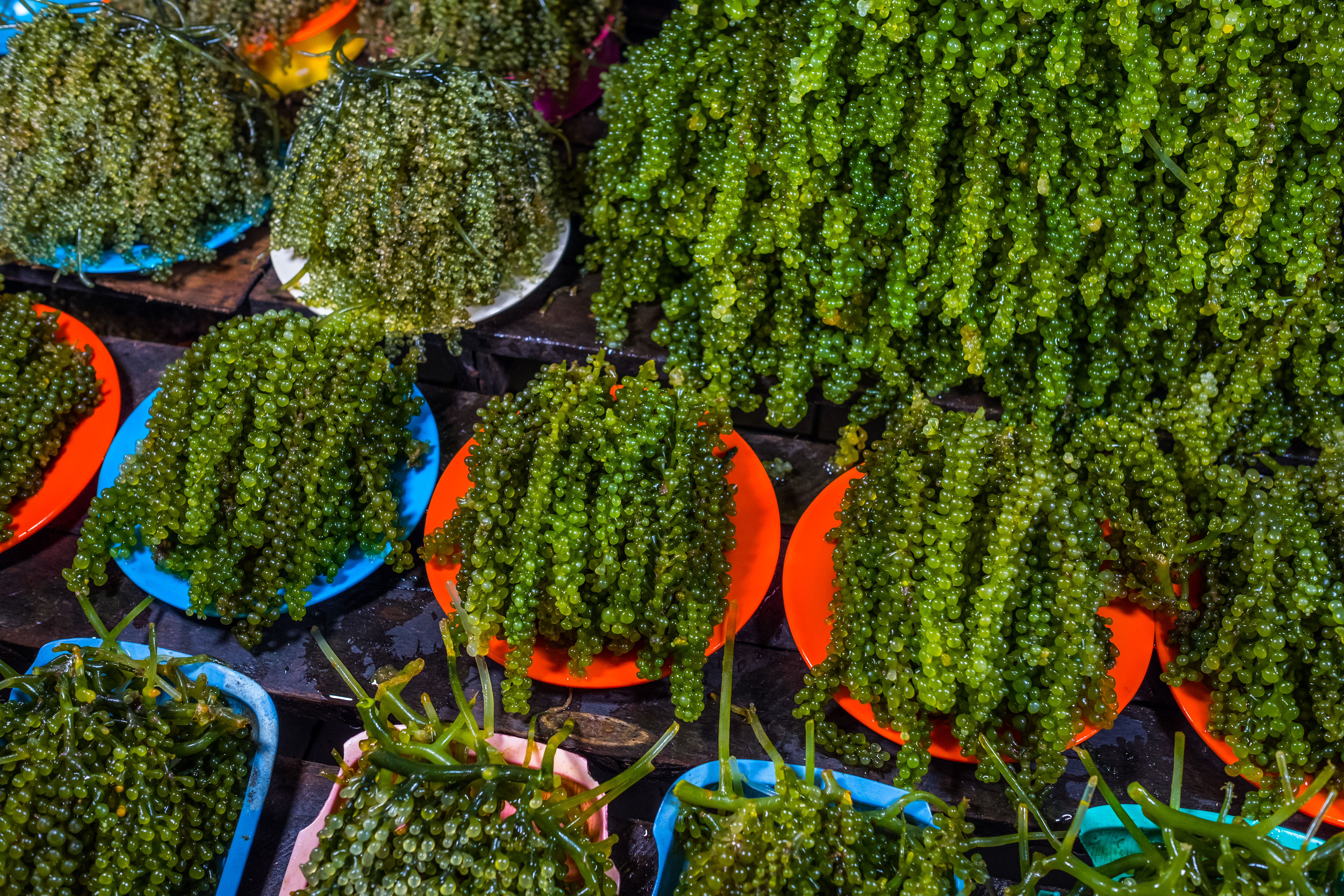
انگورهای دریایی ( Caulerpa lentillifera ) در اصل در فیلیپین کشت شده و معمولا به صورت خام یا همراه سرکه، به‌عنوان میان‌وعده یا در سالاد مصرف می‌شوند.
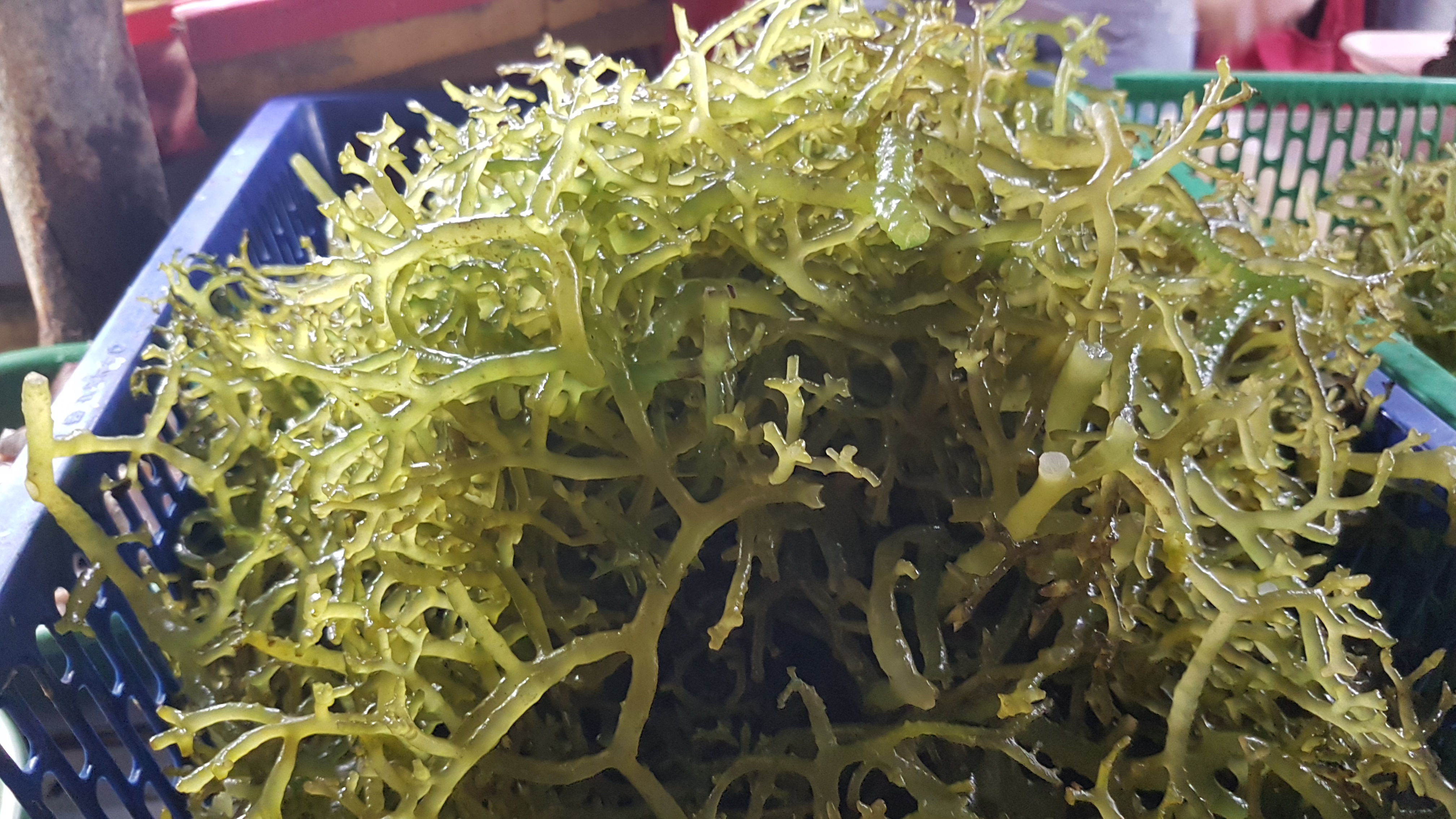
گوسو ( Eucheuma spp.)، یکی دیگر از گونه‌های جلبک دریایی استوایی خوراکی که در اصل در فیلیپین کشت شده. آن‌ها را به صورت تازه، شبیه به انگور دریایی، یا به‌طور فرآوری‌شده به کاراگینان می‌خورند.
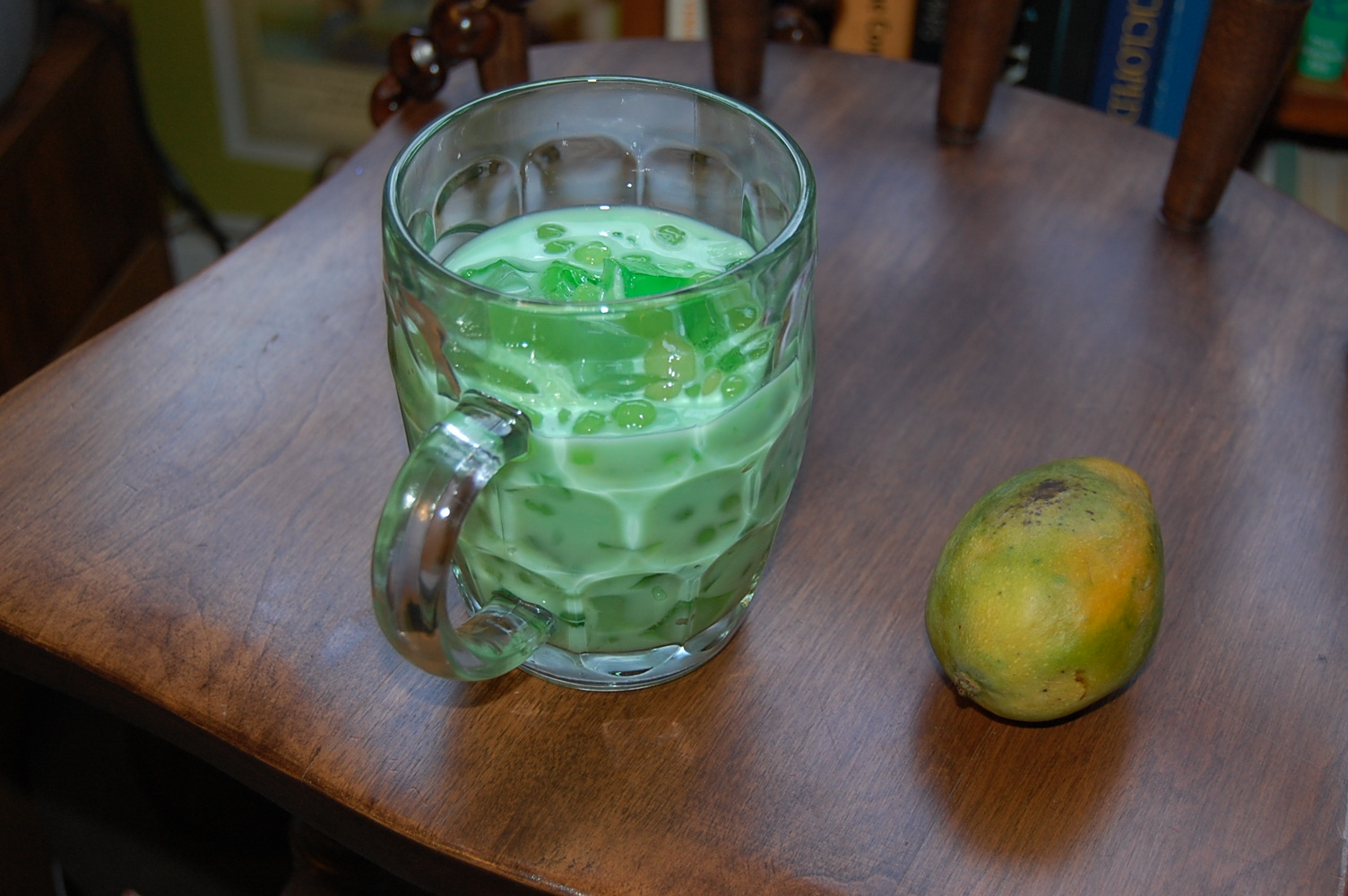
بوکو پاندان، یک دسر نوشیدنی از فیلیپین. تهیه شده از گولامون با طعم کاج پیچی
Es campur یک دسر محبوب از اندونزی است که در آن از ژله کاراگینان نیز استفاده می‌شود.

### روغن جلبک دریایی
روغن جلبک دریایی که به آن روغن جلبک نیز می‌گویند برای تهیه غذا استفاده می‌شود. روغن جلبک دریایی همچنین به عنوان یک مکمل غذایی طبیعی اسیدهای چرب استفاده‌می‌شود، زیرا حاوی چربی‌های ایکوزاپنتانوییک اسید و دوکوزاهگزانوئیک اسید است که هر دو از اسیدهای چرب امگا ۳ هستند. محتوای دوکوزاهگزانوئیک اسید آن تقریباً معادل روغن ماهی بر پایهٔ ماهی آزاد است.
روغن جلبک دریایی همچنین برای تولید سوخت جلبک به‌عنوان یک زیست‌سوخت و در تولید روغن ماساژ، صابون‌ها و لوسیون‌ها استفاده می‌شود.

## جلبک‌های دریایی خوراکی رایج
جلبک‌های دریایی خوراکی رایج عبارت‌اند از:
| - کارولا (Callophyllis spp.) - خزهٔ کاراگین (Mastocarpus stellatus) - Dulse (Palmaria palmata) - Eucheuma - Eucheuma spinosum - Eucheuma cottonii - Gamet (Pyropia vietnamensis) - Gelidiella (Gelidiella acerosa) - Gim (Pyropia, Porphyra) - Gusô (Eucheuma cottonii/Eucheuma denticulatum) - گراسیلاریا - Gracilaria edulis - Gracilaria corticata - Grapestone Mastocarpus papillatus - Hypnea - خزه ایرلندی - Laverbread (Porphyra laciniata/Porphyra umbilicalis) - نوری (جلبک) (پورفیرا) - جلبک کلرلا - Gutweed (Ulva intestinalis) - انگور دریایی یا خاویار سبز (Caulerpa lentillifera) - کاهوی دریایی | جلبک قهوه‌ای کتانجک Arame ( Eisenia bicyclis ) Badderlocks ( Alaria esculenta ) Cochayuyo ( Durvillaea antarctica ) Ecklonia cava کونبو ( Saccharina japonica ) Oarweed ( Laminaria digitata ) نخل دریایی Postelsia palmaeformis Bull kelp ( Nereocystis luetkeana ) Sugar kelp ( Saccharina latissima ) واکامه ( Undaria pinnatifida ) هیرومی ( Undaria undarioides ) دریاگیاه‌سانان Bladderwrack ( Fucus vesiculosus ) Channelled wrack ( Pelvetia canaliculata ) هیجیکی or Hiziki ( Sargassum fusiforme ) Limu Kala ( Sargassum echinocarpum ) سارگاسوم Sargassum cinetum Sargassum vulgare Sargassum swartzii Sargassum myriocysum Spiral wrack ( Fucus spiralis ) Thongweed ( Himanthalia elongata ) Ectocarpales Mozuku ( Cladosiphon okamuranus ) |